# جوزيان الزير
جوزيان (5 نوفمبر1983-) مغنية عارضة أزياء ومقدمة برامج لبنانية 

## حياتها ومشوارها المهني
ولدت في بيروت بدأت حياتها المهنية في سن مبكرة، عندما فازت بلقب ملكة جمال غلاف مجلة نادين في سن الخامسة عشرة عام 1999
قامت بدراسة الهندسة، تخصصت في مجال التمثيل والسينما كي لا تكن وافدة جديدة في هذه المهنة.
دخلت عالم التلفزيون عام 1999 من خلال قناة إم بي سي
تم اختيارها لتقديم برنامج تلفزيوني بعنوان «يا ليل يا عين» مع الإعلامية ميراي مزرعاني وفنتازيا لكنها لم تكن مشهورة آنذاك، تبعه برنامج «أحلى عالم» على تلفزيون المستقبل. ومنذ تلك اللحظة، قسمت وقتها بين التقديم والتمثيل والغناء.
قدمت برامجا على عدة قنوات لبنانية منها وأو تي في، تلفزيون المر وآخرها على شاشة المؤسسة اللبنانية للإرسال ال بي سي عام 2012
عملت على إصدار أول ألبوم لها بالإنجليزية، «سوف» شمل 10 أغنيات باللغة الإنجليزية، كتبتها ولحنتها.
اصدرت أغنيتين من هذا الألبوم. الأولى «أندر ماي سكن»، والثانية هي «سويت تاك تو مي»
قامت بإحياء العديد من الحفلات في لبنان والعالم العربي

## البرامج التي قدمتها
| البرنامج      | عرض على            | العام     |
| ------------- | ------------------ | --------- |
| يا ليل يا عين | إم بي سي           | 1999-2000 |
| فنتازيا       | إم بي سي           | 1999      |
| ليالي دبي     | تلفزيون دبي        | 2001      |
| أحلى عالم     | تلفزيون المستقبل   | 2002-2003 |
| أورفيرا       | أو تي في           | 2009      |
| كتير سلبي     | إم تي في اللبنانية | 2011      |
| شخصية أو غنية | ال بي سي، ال دي سي | 2012      |

## في التمثيل
- (2015): مسلسل ذات ليلة